# Hugo Rubio
Hugo Eduardo Rubio Montecinos (* 5. Juli 1960 in Talca) ist ein ehemaliger chilenischer Fußballspieler. Er spielte in Chile, Spanien, Italien und der Schweiz und wurde mit CD Cobreloa und CSD Colo-Colo insgesamt 6-mal chilenischer Meister sowie 2-mal Pokalsieger.

## Vereinskarriere
Sein Profidebüt hatte er 1979 bei den Rangers de Talca. Seine internationale Karriere begann 1985, mit Einsätzen als Mittelstürmer für den FC Málaga (1985–1986), CSD Colo-Colo (1986–1987), FC Bologna (1988) und den FC St. Gallen (1989–1991), und endete 1996. In der Schweiz wurde er als erfolgreicher Sturmpartner von Iván Zamorano beim FC St. Gallen bekannt. In der Schweizer Nationalliga A gelangen ihm in zwei Saisons (1989/90 und 1990/91) insgesamt 12 Tore.

## Nationalmannschaftskarriere
In der chilenischen Fußballnationalmannschaft kam er auf 36 Spiele, in denen er 12 Tore erzielte. Für die Weltmeisterschaften 1986 und 1990 konnte sich Rubio mit Chile nicht qualifizieren. Bei der Copa América 1987 erreichte er das Finale, bei der Copa América 1991 wurde er Dritter.

## Erfolge
CD Cobreloa
- Chilenischer Meister (2): 1982, 1985

CSD Colo-Colo
- Chilenischer Meister (4): 1985, 1991, 1993, 1996
- Chilenischer Pokalsieger (2): 1988, 1996
- Recopa Sudamericana: 1992
- Copa Interamericana: 1992

## Persönliches
Seine Söhne Eduardo, Matías und Diego wurden auch Profifußballspieler.